# ألبرت ر. ثاير
ألبرت ر. ثاير (بالإنجليزية: Albert R. Thayer)‏ هو رسام أمريكي، ولد في 19 أكتوبر 1878، وتوفي في 1965.